# 伊莎貝拉·斯圖爾特
伊莎貝拉·斯图尔特（英語：Isabella Stewart，1426年—1494年10月13日），布列塔尼公爵夫人，蘇格蘭國王詹姆斯一世與王后瓊安·博福特的女兒。

## 家庭
1442年，伊莎貝拉與布列塔尼公爵法蘭索瓦一世結婚，兩人共有兩個女兒：
1. 瑪格麗特（英语：Margaret of Brittany）（1443年—1469年）
2. 瑪麗（英语：Marie of Brittany, Viscountess of Rohan）（1446年—1511年）